# Maiolati Spontini
Maiolati Spontini è un comune italiano di 5 923 abitanti della provincia di Ancona nelle Marche.
Nel 1939 al nome del paese è stato aggiunto il nome Spontini in omaggio al compositore locale Gaspare Spontini. Il territorio comunale comprende anche la frazione Moie, nella quale risiede la maggior parte della popolazione.

## Storia

### Origini
Reperti archeologici rinvenuti nel 1883 nel piano compreso fra il fiume Esino, a nord, e le colline di Scisciano, a sud ovest e Talliano (o Taiano), a sud-est; testimoniano insediamenti umani della Cultura appenninica dell'Età del Bronzo anteriore al II millennio a.C. Luogo ricco di acque, e idoneo per piccoli nuclei di pastori - agricoltori dediti anche alla caccia.
Dopo la caduta dell'Impero romano d'Occidente, dal VII secolo d.C. la zona venne inglobata nel Ducato di Spoleto, trovandosi nella sponda sud del fiume Esino, linea di confine con la Pentapoli bizantina, e Morro Panicale (Castelbellino) fu il centro maggiore.

### Medioevo

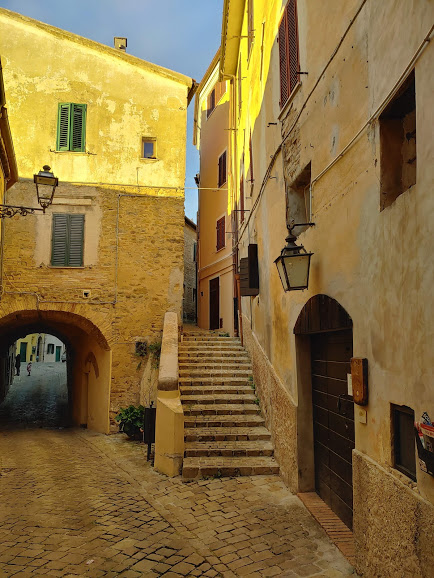
Scorcio del borgo storico.

In quest'area, intorno all'anno 1000 sorse il monastero di San Sisto, oggi scomparso, appartenente alla vicina potente abbazia di Sant'Elena. Inoltre all'inizio dell'anno 1000, nella pianura oltre il fiume, sorse anche l'abbazia di Santa Maria delle Moie. Verso la fine dell'XI secolo, al centro dei territori di Maiolati, Castelbellino e Monte Roberto venne eretta la pieve di Santa Lucia, che divenne un fulcro importante del potere ecclesiastico dei tre castelli, in contrapposizione al Sacro Romano Impero.
Il castello di Maiolati risale agli inizi del XIII secolo, e divenne il luogo di aggregazione politica e sociale dei più antichi nuclei abitativi sparsi intorno a Talliano (o Taiano), San Sisto e Scisciano.
Nel 1262 Maiolati, insieme agli altri castelli di Castelbellino e Monte Roberto, viene annessa ai domini della potente vicina Città Regia di Jesi. Quest'ultima, impegnata contro Fabriano nelle lotte di supremazia della Vallesina, dotò presto Maiolati di fortificazioni. Infatti, il castello di Maiolati, come castrum, o meglio insediamento fortificato, viene menzionato per la prima volta solo nel 1283, anche a testimonianza della limitata autonomia amministrativa. Tuttavia le mura non le risparmiarono il sacco dei fabranesi del 1305 che devastarono le campagne e il monastero di San Sisto.

### Eresia dei fraticelli
Maiolati nel XV secolo fu al centro di una importante vicenda storico-religiosa: il castello infatti divenne la roccaforte dei fraticelli, francescani dalla spiccata spiritualità che predicavano la povertà assoluta. Asserivano che papa Giovanni XXII e i suoi successori avessero insegnato eresia riguardo la povertà della Chiesa; si ritenevano, dunque, i soli a formare la vera Chiesa. La protesta della setta era diffusa anche a Cupramontana e Mergo. La risposta della Santa Sede arrivò inesorabile con papa Martino V che dichiarò la setta eretica. Nel 1426 inviò san Giovanni da Capestrano e san Giacomo della Marca, inquisitori e predicatori e, due anni dopo, nel giugno del 1428 ordinava al Rettore della Marca, Astorgio degli Agnesi, vescovo di Ancona, la distruzione del castello di Maiolati. I superstiti si rifugiarono nei paesi vicini e solo due anni più tardi e con specifiche garanzie fu permessa la ricostruzione del borgo, senza le mura. Malgrado questa azione i fraticelli continuarono operando in clandestinità fino ad essere definitivamente scoperti e processati nel 1466.

### Storia moderna

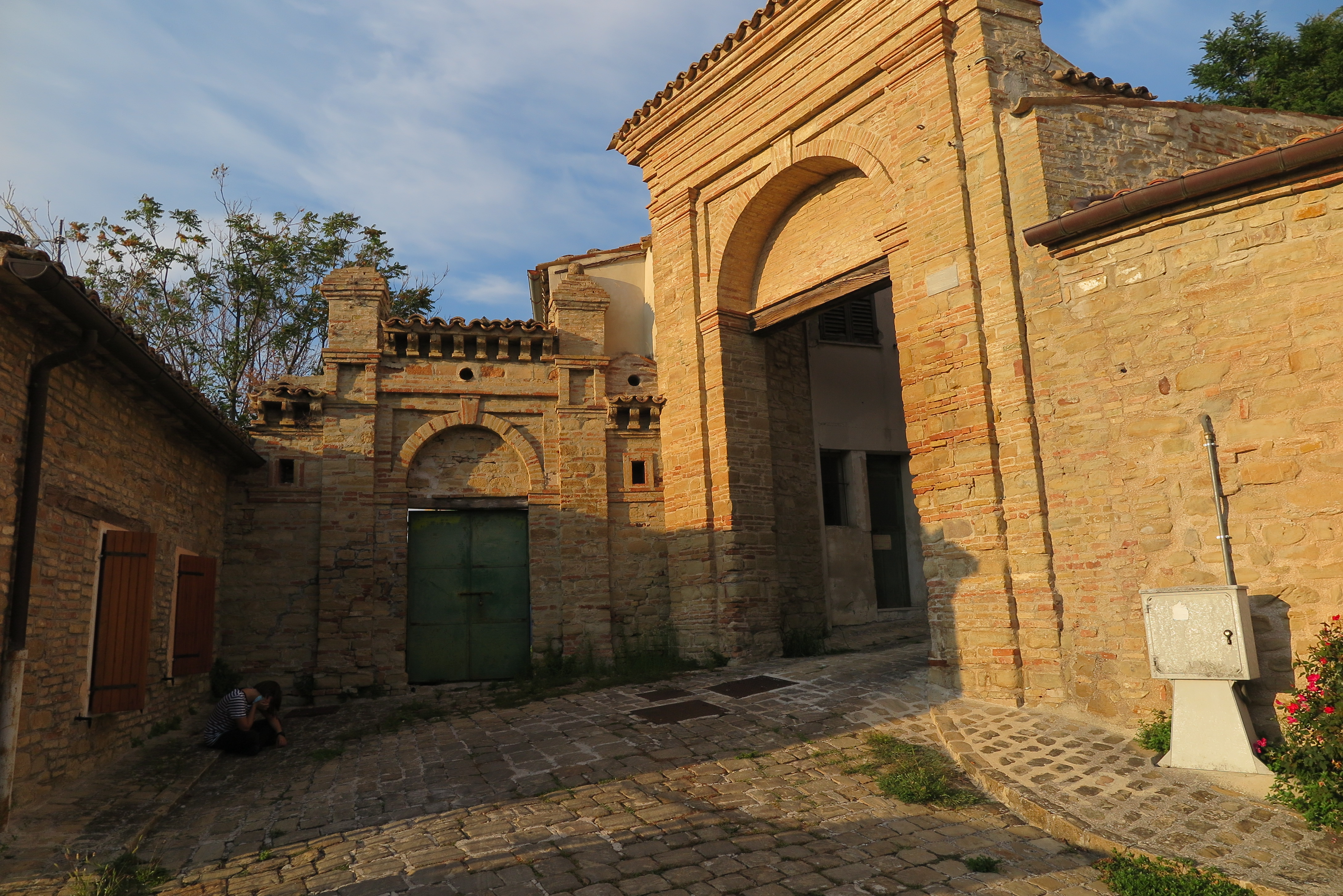

Nel XVI secolo, tornata con tutto il territorio a far parte dello Stato Pontificio, la comunità di Maiolati risultava "comunità mediate subiecta" a Roma, cioè non direttamente dipendente dal potere centrale, ma legata ad esso tramite Jesi, città che nel 1504 ordinò ai suoi castelli di murare sopra la porta d'ingresso un bassorilievo raffigurante il leone rampante, simbolo della dominante ed impose l'obbligo di portare il Palio ogni anno il 4 maggio, alla chiesa di San Floriano, in occasione della festa del Santo. Consuetudine durata fino al 1807.
Con la Rivoluzione Francese e le guerre napoleoniche tutto cambiò. Nel 1797 i Francesi posero il territorio iesino nel Dipartimento del Metauro con capoluogo Ancona, ma con decreto del 15 febbraio 1798 Maiolati venne inglobata nel Cantone di Apiro e quindi nel Dipartimento del Musone con capolugogo Macerata. Il 2 aprile del 1808 le Marche vennero annesse al Regno Italico di Napoleone. Solo allora venne applicata la legislazione francese che eliminò i contadi e pertanto Maiolati divenne comune autonomo, alla cui giurisdizione vennero affidati anche i castelli di Scisciano e, dal 1812, anche quello di Poggio Cupro. Fu integrato nel Distretto di Jesi e quindi nel nuovo Dipartimento del Metauro.
In seguito Maiolati seguirà le sorti delle Marche e unificata all'Italia.
Nel 1939 aggiunse al suo nome il toponimo "Spontini", in omaggio al celebre musicista Gaspare Spontini, qui nato il 14 novembre 1744.

### Simboli
Lo stemma è stato adottato il 28 settembre 2007.
Il leone d'oro in campo rosso ricorda il passato dominio di Jesi.
Il gonfalone in uso è un drappo di rosso, terminante al ventame a coda di rondine, caricato del leone con il giglio dello stemma sormontato dalla corona muraria ma privo del contorno dello scudo.

## Monumenti e luoghi d'interesse
Parrocchiale di Santo Stefano
La chiesa venne costruita a partire dalla metà dei Seicento, in più riprese. Fu consacrata nel 1723. All'interno conserva un organo Callido del 1788 e una splendida cantoria rococò in legno intagliato proveniente dalla distrutta chiesa di Santa Palazia di Ancona e donata da Gaspare Spontini.
Chiesa della Cancellata
Dedicata a sant'Anna, venne fondata nel 1294. Venne ricostruita vicino le mura del castello dopo il 1635 e terminata nel 1641. Custodisce un’immagine della Madonna che allatta il Bambino
tra i santi Biagio e Francesco, eseguita da pittori locali prima del 1577, poi ridipinta nel XVIII secolo.
Abbazia di Santa Maria delle Moie
Il monumento più importante del territorio comunale, si trova nella pianura altre l'Esino, in località Moie. Venne fondata all'inizio dell'XI secolo e ingrandita nell'XI-XII secolo. Rappresenta un significativo esempio dell'architettura romanica nella regione.
Palazzo della Comunità
Antica sede della pubblica amministrazione, era anche l'ingresso al castello: ne è testimonianza lo stemma jesino, il leone rampante, con la data 1500. Fu restaurato nel 1757.
Palazzo Guglielmi
Venne eretto in laterizi nel XVII secolo, al bordo del paese.

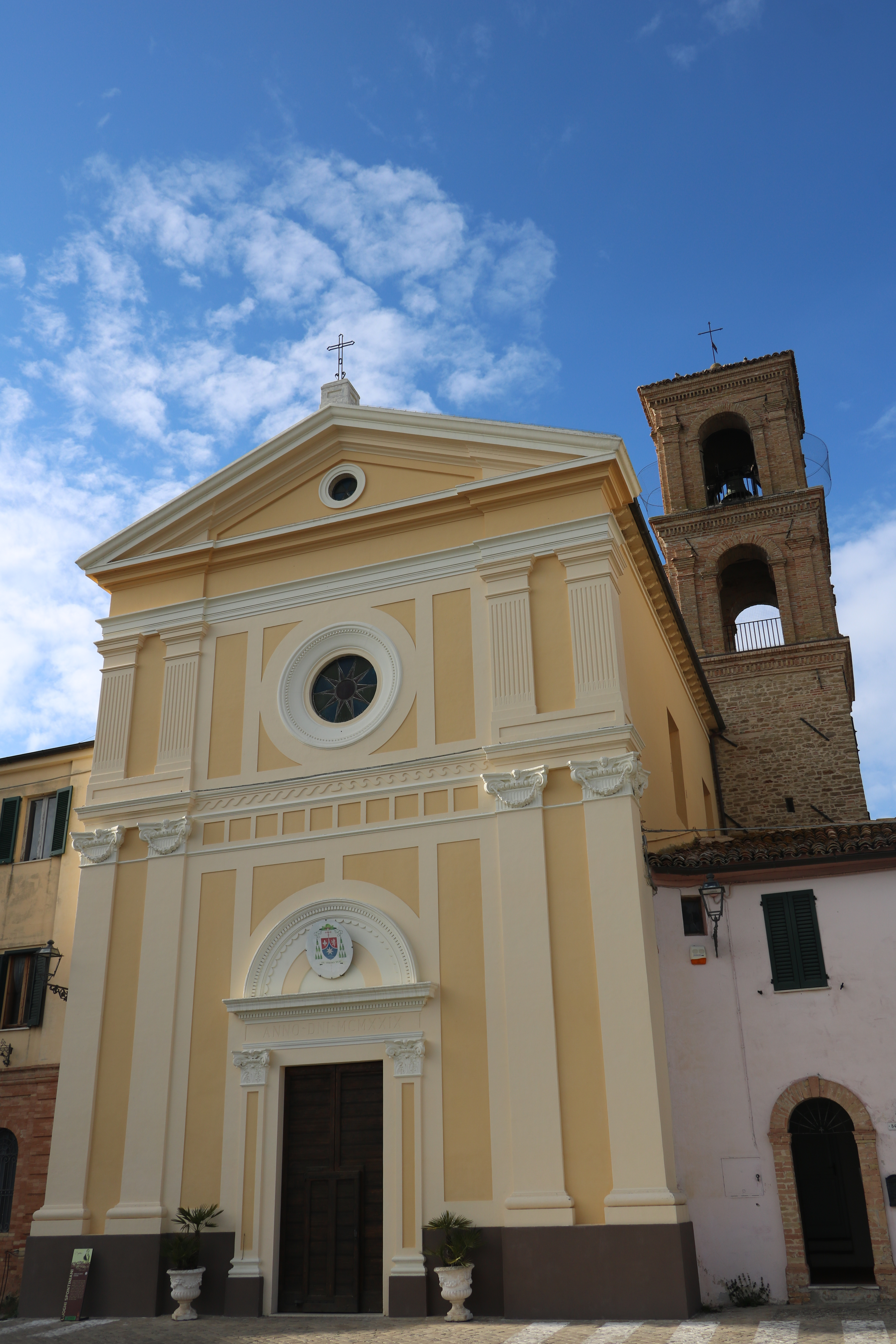
La Parrocchiale di Santo Stefano
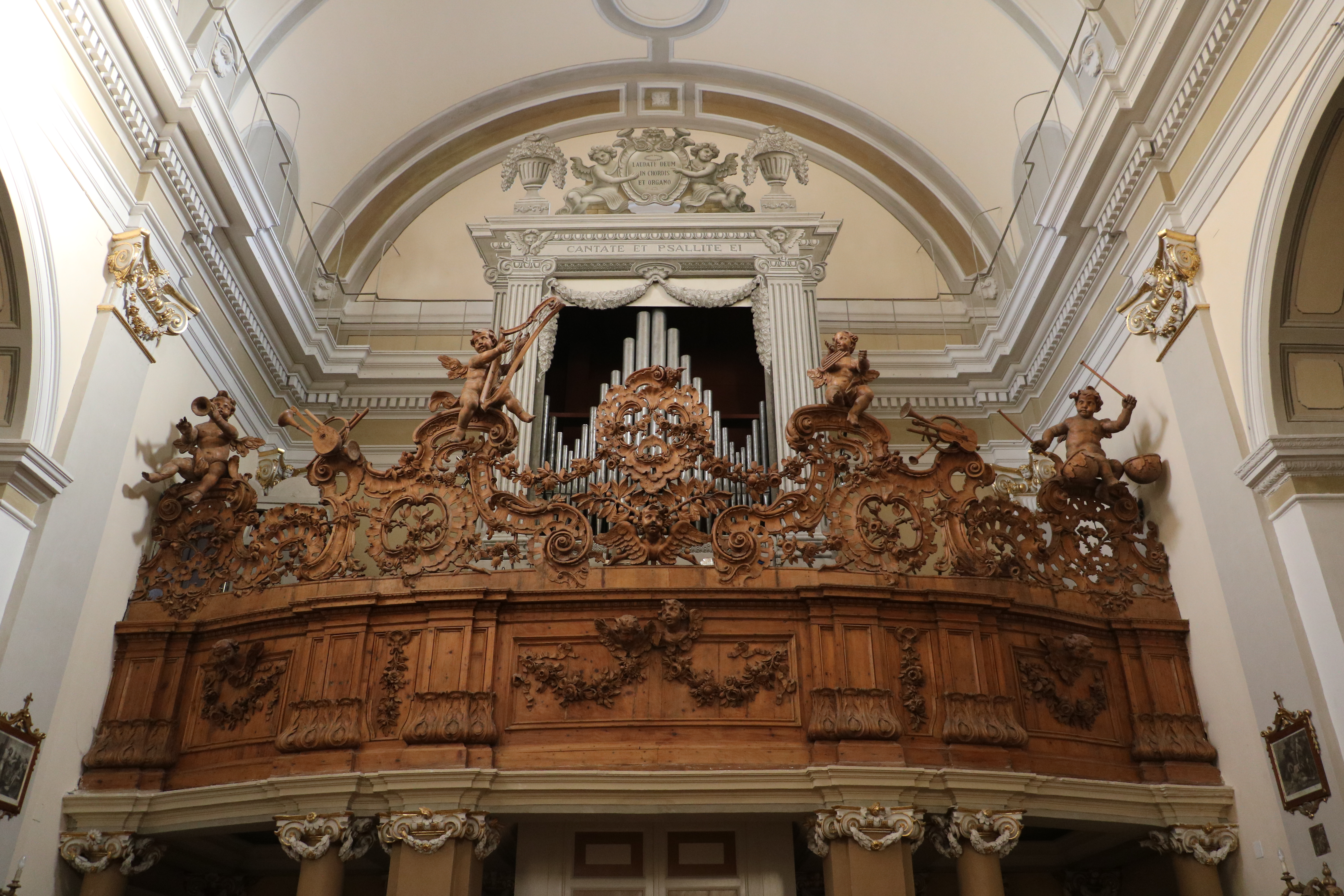
Cantoria rococò di santo Stefano
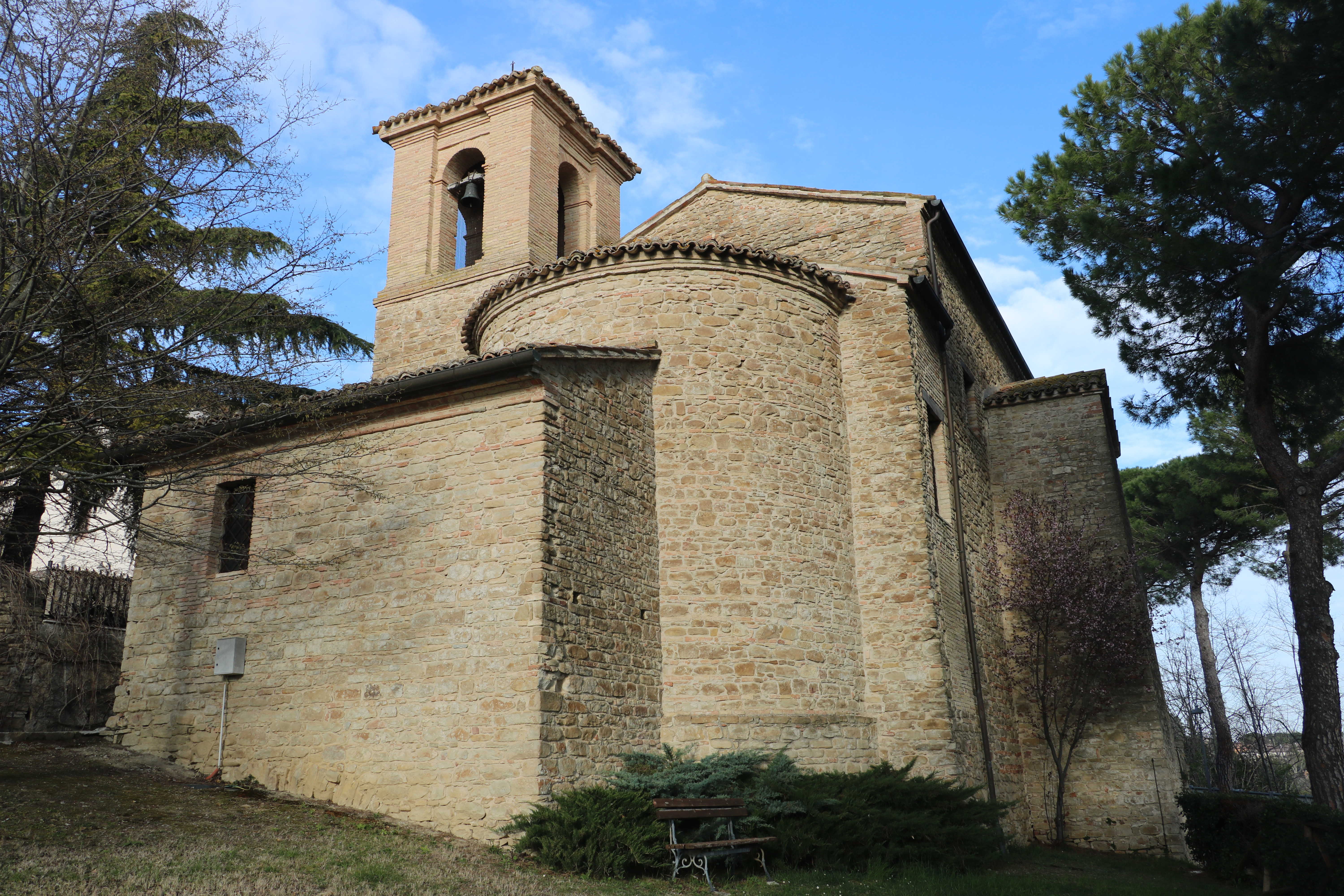
Chiesa della Cancellata
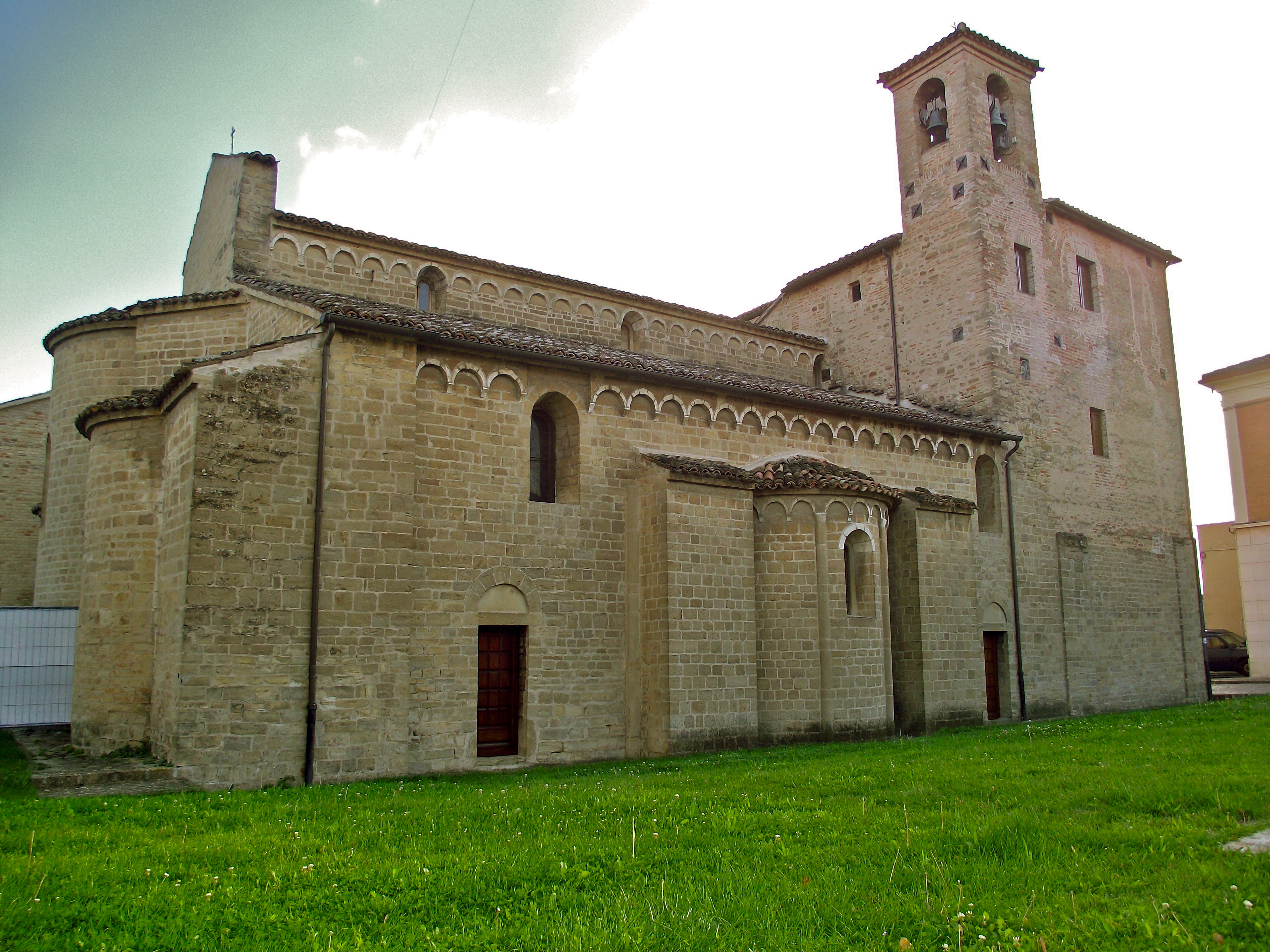
L'Abbazia di Santa Maria delle Moie

## Società

### Evoluzione demografica
Abitanti censiti

## Geografia antropica

### Frazioni

#### Moie
Come molte altre località delle Marche site in pianura, vicine alle vie di comunicazione stradali e/o ferroviarie, Moie ha finito per superare per numero di abitanti ed importanza economica il capoluogo di origine medievale, sito in alto sulla collina.

## Amministrazione
| Periodo         | Periodo         | Primo cittadino          | Partito                                | Carica                  | Note   |
| --------------- | --------------- | ------------------------ | -------------------------------------- | ----------------------- | ------ |
| 4 giugno 1985   | 26 maggio 1990  | Aldo Cursi               | Partito Comunista Italiano             | Sindaco                 | [ 12 ] |
| 26 maggio 1990  | 2 agosto 1991   | Aldo Cursi               | Centro-sinistra                        | Sindaco                 | [ 12 ] |
| 2 agosto 1991   | 24 aprile 1995  | Italo Luconi             | Partito Socialista Italiano            | Sindaco                 | [ 12 ] |
| 24 aprile 1995  | 14 giugno 1999  | Andreino Ottaviani       | Centro-sinistra                        | Sindaco                 | [ 12 ] |
| 14 giugno 1999  | 14 giugno 2004  | Sergio Cascia            | Lista civica “Insieme per i cittadini” | Sindaco                 | [ 12 ] |
| 14 giugno 2004  | 8 giugno 2009   | Giancarlo Carbini        | Centro-sinistra                        | Sindaco                 | [ 12 ] |
| 8 giugno 2009   | 26 maggio 2014  | Giancarlo Carbini        | Centro-sinistra                        | Sindaco                 | [ 12 ] |
| 26 maggio 2014  | 27 maggio 2019  | Umberto Domizioli        | Centro-sinistra                        | Sindaco                 | [ 12 ] |
| 27 maggio 2019  | 13 ottobre 2022 | Tiziano Consoli          | Lista civica                           | Sindaco                 | [ 12 ] |
| 14 ottobre 2022 | 14 maggio 2023  | Gloria Sandra Allegretto |                                        | Commissario prefettizio | [ 14 ] |
| 15 maggio 2023  | in carica       | Tiziano Consoli          | Lista civica “Insieme per i cittadini” | Sindaco                 | [ 12 ] |

## Sport

### Calcio
La squadra del Maiolati calcio gioca in Promozione e i colori sociali sono il giallo e il blu.